# Galeb klaukavac
Galeb klaukavac (latinski: Larus michahellis) vrsta je velikog galeba Europe, Bliskog Istoka i Sjeverne Afrike, koja je tek nedavno postigla široko priznanje kao posebna vrsta. Prije se tretirao kao podvrsta bilo pontskog galeba L. cachinnans, ili šire – kao podvrsta srebrnastog galeba L. argentatus. Ime vrste počast je njemačkom zoologu Karlu Michahellessu.

## Taksonomija
Sada je općeprihvaćeno da je ovaj galeb zasebna vrsta, ali donedavno je bilo mnogo neslaganja oko toga. Na primjer, časopis British Birds razdvojio je ovog galeba od srebrnastog galeba 1993. godine, ali je pontskog galeba uključio u prvog, dok je Britanski Ornitološki Savez zadržao galeba klaukavca kao podvrstu srebrnastog galeba do 2007. Istraživanje DNK, međutim, sugerira da je ovaj galeb zapravo najbliži velikom galebu L. marinus i armenskom galebu L. armenicus, dok je pontski galeb bliži srebrnastom galebu i tamnoleđem galebu L. fuscus, a ne da su međusobno najbliži rođaci.
Dvije su podvrste galeba klaukavca:
- L. m. michahellis Naumann, 1840 : nominalna podvsta, živi u zapadnoj i južnoj Europi, sjeverozapadnoj Africi i Sredozemlju.
- L. m. atlantis (Dwight, 1922), sin. Larus fuscus atlantis, Dwight, 1922 : živi u Makaroneziji (Kanarski otoci, Madeira, Azori). Ova je podvrsta ponekad poznata i kao Atlantski galeb i potencijalno je zasebna vrsta.[7] Ovdje se obično uključuju i ptice koje se razmnožavaju na atlantskim obalama Maroka, Portugala i Galicije (i šire se od tamo prema sjeveru), ali ponekad se smatraju trećom podvrstom, L. m. lusitanije. Ptice Atlantskog oceana imaju tamnija krila i leđa u usporedbi s mediteranskim pticama, što stvara izraženiji kontrast bijelim dijelovima.

## Rasprostranjenost
Rasprostranjen je oko Sredozemnog mora. U sjevernoj Africi uobičajen je u Maroku, Alžiru i Tunisu, a mjestimice mu broj raste. Nedavni uzgoj[tko ih uzgaja?] dogodio se u Libiji i Egiptu. Na Bliskom Istoku nekolicina se uzgaja u Izraelu i Siriji, a veći broj na Cipru i u Turskoj. U Europi postoje kolonije duž cijele mediteranske obale, a također i na atlantskim otocima i obalama sjeverno do Bretanje i zapadno do Azora. Također se razmnožava na zapadnoj strani Crnog mora; ovdje se preklapa s ponstkim galebom, ali postoji razlika u staništu, jer galeb klaukavac preferira morske litice, a kaspijski galeb ravnije obale. Posljednjih desetljeća ptice su se širile prema sjeveru, u srednju i zapadnu Europu. Jedan do četiri para pokušali su se razmnožavati u južnoj Engleskoj od 1995. godine (ponekad hibridni parovi s tamnoleđim galebovima), iako je kolonizacija bila vrlo spora.
Mnoge ptice ostaju na istom području tijekom cijele godine, ali druge migriraju kako bi prezimile u blagim područjima zapadne Europe ili krenule prema jugu do Senegala, Gambije i Crvenog mora U kasnom ljetu se širi prema sjeveru, s velikim brojem ptica u južnoj Engleskoj od srpnja do listopada. Prijavljen je kao skitnica na sjeveroistoku Sjeverne Amerike i Nigeriji.

## Opis
Galeb klaukavac je veliki galeb, iako se veličina razlikuje, s tim da su najmanje ženke jedva veće od običnog galeba, a najveći mužjaci otprilike veličine velikog galeba. Duljine su od 52 to 68 cm ukupne duljine, od 120 to 155 cm u rasponu krila i od 550 to 1,600 gu težini. Odrasli su izvana slični srebrnastim galebovima ali imaju žute noge. Imaju siva leđa, nešto tamnija od srebrnastih galebova, ali svjetlija od tamnoleđih galebova. U jesen su puno bjelje glave i imaju opsežnije crne vrhove krila s malo bijelih mrlja, jednako kao i manje crna leđa. Na kljunu imaju crvenu mrlju kao odrasli, poput cijelog kompleksa. Oko oka je crveni prsten kao u tamnoleđeg galeba, ali za razliku od srebrnastog galeba koji ima tamno žuti prsten.
Ptice prve godine imaju bljedu glavu, zadnjicu i donji dio od onih srebrnastog galeba, sličnije jednogodišnjim velikim galebovima u perju. Imaju tamni kljun i oči, ružičasto sive noge, tamno letačko perje i dobro definiranu crnu traku na repu. Postaju lakši u donjem dijelu i naknadno gube uzorak gornjeg dijela. Do druge zime, ptice su u osnovi pernate poput odraslih, osim uzoraka perja koji su ostali na pokrivačima krila. Međutim, vrhovi klljuna su im crni, oči su i dalje tamne, a noge svijetložute boje mesa.
Glasanje im je glasan smijeh koji je dublji i nazalniji od glasanja srebrnastog galeba.

## Prehrana
Kao i većina Larus galebova, oni su svejedi i oportunisti. Strvinarit će se na vrhovima smeća i drugdje, i tražiti prikladan plijen na poljima ili na obali, ili pljačkati manji ulov galebova i drugih morskih ptica. Iako su urbane populacije uglavnom oportunistički stvrinari, po potrebi mogu prijeći na predatorsku prehranu; to je uočeno tijekom zatvaranja Italije tijekom pandemije COVID-19 tijekom 2020. godine, kada je nedostatak ostataka hrane nataknuo rimske galebove klaukovce na lov na velik plijen poput štakora i golubova pećinara.

## Razmnožavanje
Galebovi klaukovci obično se razmnožavaju u kolonijama. Jaja, obično tri, polažu se od sredine ožujka do početka svibnja. Gnijezdo je ponekad rijetka gomila vegetacije sagrađena na tlu ili na liticama litica. Ponegdje, poput Gibraltara, počeli su se gnijezditi na zgradama, pa čak i na drveću. Jaja se inkubiraju 27–31 dan, a mlade ptice lete nakon 35–40 dana.
Na jugu Hrvatske, na Cavtatskim otocima, gdje se gnijezdi oko 2000 parova ove vrste, osnovan je 1975. godine posebni ornitološki rezervat Otoci Mrkan, Bobara i Supetar.

## Vanjske poveznice
|  | Zajednički poslužitelj ima još gradiva o temi Larus michahellis |
|  | Wikivrste imaju podatke o taksonu Larus michahellis             |

- Mediterranean Yellow-legged Gull - Larus michahellis, Svetla Dalakchieva
- Larus michahellis. Avibase
- Mediji za Galeb klaukavac. Internet Bird Collection
- Galerija slika na temu Galeb klaukavac na stranici VIREO (Sveučilište Drexel)
- Zvukovne snimke na temu Yellow-legged gull na stranici Xeno-canto.
- Larus michahellis u  galeriji Field Guide: Birds of the World na Flickru